# 大鹿行宏
大鹿 行宏（おおしか ゆきひろ、1963年2月20日 - ）は、日本の財務官僚。

## 人物
神奈川県立光陵高等学校、東京大学経済学部卒業。1986年大蔵省入省。洲本税務署長を経て、1995年与謝野馨内閣官房副長官秘書官。その後も2007年に与謝野が内閣官房長官、2009年に財務大臣に就任した際も秘書官を務め腹心とも言われた。1997年からは主計官補佐として公共事業、防衛の予算編成に携わる。2002年より石川県に出向、総務部長を務めた。2009年に主計官。その後法規課長、総務課長。2015年より復興庁に出向。2017年に主計局に戻り次長。2018年に横浜税関長。2020年に理財局長。2021年に国税庁長官に就任。2022年三井住友信託銀行顧問、太平エンジニアリング取締役、アルテカ顧問。2023年損害保険料率算出機構副理事長（常勤）。

## 経歴
- 国家公務員一種試験（経済）合格。
- 1986年4月 大蔵省入省[4]。主計局総務課[5]
- 1987年5月 主計局法規課[5]
- 1988年6月 主計局付（留学）[5]
- 1990年7月 銀行局総務課企画係長[5][6]
- 1992年7月 洲本税務署長
- 1993年6月 高松国税局総務部総務課長
- 1994年7月 理財局総務課課長補佐（総合資金・資金調整・調査）[7]
- 1995年6月 大臣官房秘書課課長補佐、（併）内閣官房内閣内政審議室（内閣官房副長官秘書官）
- 1997年7月 主計局主計官補佐（公共事業第三係主査）
- 1998年7月 主計局主計官補佐（防衛第一係主査）
- 1999年7月 主計局主計官補佐（公共事業総括、公共事業第一、二係主査）
- 2001年1月 財務省主計局主計官補佐（公共事業総括、公共事業第一、二係主査）
- 2001年7月 大臣官房総合政策課課長補佐
- 2002年7月 石川県企画開発部長
- 2004年4月 石川県総務部長
- 2005年7月 理財局総務課調査室長
- 2006年1月 大臣官房付、（併）内閣府大臣官房参事官（総務担当）
- 2006年9月 大臣官房企画官
- 2006年12月 東京国税局査察部長
- 2007年8月 大臣官房付、（命）内閣官房長官秘書官事務取扱（与謝野馨）
- 2007年9月 主計局主計企画官（財政分析担当）
- 2008年7月 主計局調査課長
- 2009年2月 大臣官房付、（命）財務大臣秘書官事務取扱（与謝野馨）
- 2009年9月 主計局主計官（国土交通、環境係担当）
- 2010年7月 主計局法規課長
- 2013年6月 主計局総務課長
- 2014年7月 大臣官房参事官（大臣官房担当）
- 2015年7月 復興庁統括官付審議官（予算、産業復興、新しい東北等担当）
- 2017年7月 主計局次長（次席）（農林水産、国土交通、鉄道担当）[8][9][10]
- 2018年7月 横浜税関長
- 2019年7月 会計センター所長、（併）財務総合政策研究所長
- 2020年7月 理財局長
- 2021年7月 国税庁長官